# Mazzenbäckerei Lengnau

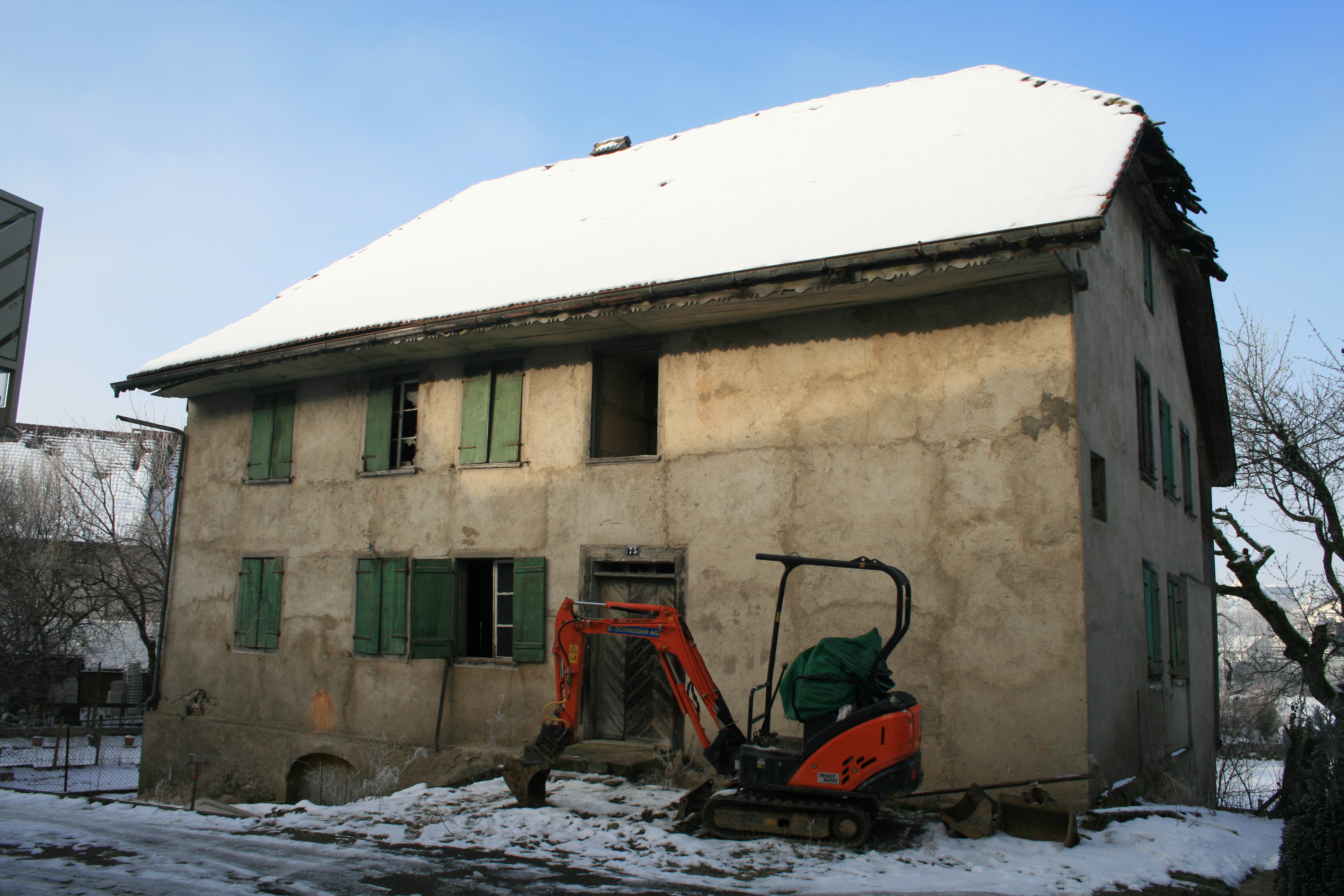
Der Bagger für den Abbruch steht schon bereit.

Die Mazzenbäckerei Lengnau war eine Spezial-Bäckerei im Surbtaler Dorf Lengnau im schweizerischen Kanton Aargau. Im 1813 erbauten und 2013 abgerissenen Haus wurden von 1875 bis 1903 Mazzen gebacken, die an jüdische Gemeinden in der Schweiz und im benachbarten Ausland geliefert wurden.

## Gebäude und Bäckerei
Das Gebäude im «Judendorf» Lengnau wurde 1813 als Wohnhaus erbaut. Die jüdische Gemeinde nutzte es auch für Versammlungen, sowohl der Vorsteherschaft als auch der Gemeinde. Im Keller befand sich auch eine Mikwe, das Jüdische Frauenbad (Lengnau). Das Haus wurde im Jahre 1875 von Samuel Daniel Guggenheim gekauft, der darin die Mazzenbäckerei betrieb. Die Mazzen von Lengnau wurden bis ins Elsass, nach Süddeutschland und Österreich geliefert. Der Bäckereibetrieb wurde 1903 eingestellt, da in Zürich eine Mazzenbäckerei eröffnet wurde und Guggenheim für seine Liegenschaft keinen Käufer fand. Auch nach Guggenheims Tod im Jahre 1910 fand sich unter den Erben kein Interessent für die Bäckerei, so dass das Haus wieder zu Wohnzwecken vermietet wurde. Der Zustand des Hauses verschlechterte sich zusehends und ab 1972 war das Gebäude unbewohnt. Zwischen 1996 und 1998 versuchte der Lengnauer Roy Oppenheim Geld für den Kauf des Hauses zu sammeln, um es als Kulturgut als «Haus der Toleranz» zu erhalten. Da es ihm nicht gelang, die geforderten 700'000 SFr zusammenzubringen, wurde das Haus im März 2011 versteigert. Am 7. Februar 2013 wurde es abgerissen.

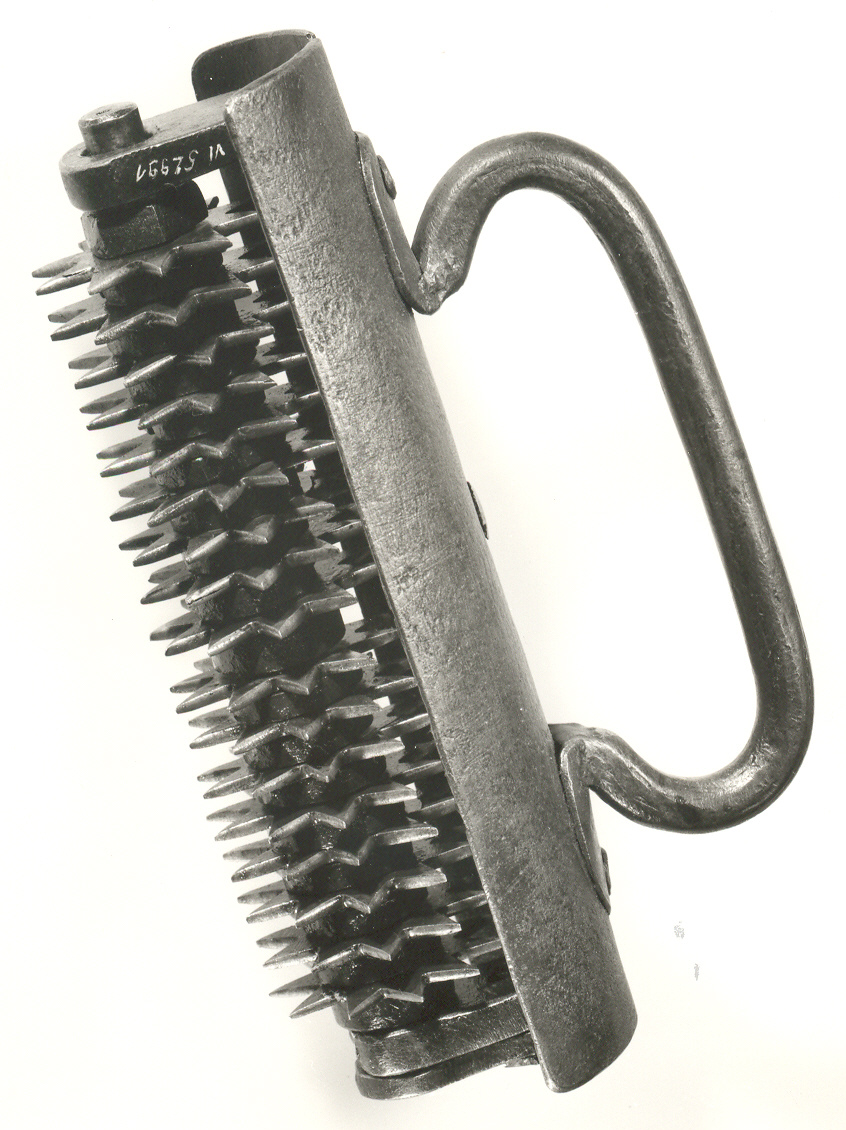
Mazzen Löcherrolle aus Lengnau, Jüdisches Museum der Schweiz